# Raimondo Faucci
Raimondo Faucci (Firenze, XVIII secolo – ...) è stato un incisore e disegnatore italiano.
Poco è conosciuto della sua biografia, e la sua attività artistica è documentata dal 1760 al 1793.

## Biografia
Nipote del noto incisore fiorentino Carlo Faucci, fu attivo principalmente a Firenze nella seconda metà del XVIII secolo. Studiò la calcografia al bulino e all'acquaforte e collaborò spesso con lo zio, come ad esempio per i tomi della Serie di ritratti d'uomini illustri toscani con gli elogi storici dei medesimi, stampati tra il 1766 e il 1778 dal tipografo Giuseppe Allegrini, soprattutto per i volumi I, II e IV dove figura sia come disegnatore sia come incisore.
Tra i suoi numerosi lavori, le stampe tratte dagli affreschi della Libreria Piccolomini del duomo di Siena del 1760, su disegni di Lorenzo Feliciati; le Chronologica series simulacrorum regiae familiae Medicaeae del 1761, con le incisioni dei ritratti di Lorenzo, Lucrezia e Clarice de' Medici, su disegni di Giuseppe Zocchi; la stampa del IV volume della serie Delle città d'Italia e sue isole adjacenti compendiose notizie di Cesare Orlandi, stampato a Perugia nel 1775; le tavole della Descrizione delle pitture sculture e architetture della città di Ascoli nella Marca di Baldassarre Orlandini, edita sempre a Perugia, del 1790; e le antiporte per L'adunanza tenuta dagli accademici della augure Colonia de' Forti di Perugia (1791) e per le Gesta e dottrina del serafico dottore S. Buonaventura, stampate a Macerata nel 1793.
Come è stato definito in seguito ad un'indagine da parte dell'ERPAC (Ente Regionale Patrimonio Culturale della Regione Friuli Venezia Giulia) nel 2004: «lo stile del Faucci è caratterizzato da un tratto incisorio minuto e corsivo, in cui un fitto tratteggio ad incroci diagonali risaltato dall'uso del bulino rende la struttura plastica delle forme e i chiaroscuri.»